# سریوژا بابویان
سریوژا واغیناکی بابویان (ارمنی: Սերյոժա Վաղինակի Բաբոյան؛ زادهٔ ۲۶ مهٔ ۱۹۵۰) یک سیاستمدار اهل ارمنستان است که از تاریخ ۱۹۹۵ تا تاریخ ۱۹۹۹ سمت نمایندگی دوره اول مجلس ملی جمهوری ارمنستان را برعهده داشت.

## زندگی‌نامه
در ۲۶ مه ۱۹۵۰ در آرتیک به دنیا آمد و از دانشگاه دولتی علوم پرورشی خاچاطور آبوویان ارمنستان فارغ‌التحصیل شد. 